# リクスダーゲン
リクスダーゲン（riksdagen）は、スウェーデンの立法府。一院制議会である。
構成する議員（riksdagsledamöter）は349人で、比例代表制による選挙で選出されており、4年の任期を務める。国会議事堂（riksdagshuset）は首都ストックホルムのストックホルム宮殿の近くに位置している。

## 名称
リクスダーグ (riksdag) とは、ドイツ語の帝国議会 (Reichstag) をスウェーデン語に直訳したものである。スウェーデンの憲法ではリクスダーグについて小文字の r で書き出されており、このためリクスダーグは固有名詞ではなく普通名詞の「議会」となっている。なお、フィンランドの議会のスウェーデン語名称（フィンランドではスウェーデン語も公用語）も「リクスダーゲン」である。

## 歴史
現在のリクスダーゲンの起源は、1435年にアルボーガで開かれた貴族の会合にまでさかのぼることができる。この非公式の組織は1527年にグスタフ・ヴァーサによって近代化され、貴族、聖職者、中産階級（商工業者や弁護士といった市中の富裕層）、農民階級の全4階級の代表が参加するようになった。Ständestaat と呼ばれるこの形態は1865年に階級制が廃止されて二院制議会が設置されるまで続いた。しかしながら実際には近代という観点からこの組織は議会といえるものではなく、初めてスウェーデンの政治制度に議会制民主主義が導入されたのは1917年のことであった。
1866年6月22日、リクスダーゲンはみずからについて155人の議員を有する第一院 (Första kammaren) と、233人の議員を有する第二院 (Andra kammaren) 二院制の立法府に改組することを決めた。第一院は県議会や市議会によって間接的に選出され、第二院は普通選挙で直接的に選出されるというものであった。このような改組はもはや国民を代表する存在ではなくなった旧階級の大きな不満を招いた。
1970年の総選挙による憲法改正によって、リクスダーゲンは350議席を有する一院制の議会となった。一院制のリクスダーゲンを選出する選挙が1973年に実施されたが、これによって政府の樹立には175人の議員の支持を得ることができればよいようになり、他方で政府の樹立に反対するにはも175人の議員が反対すればよいようになった。このため賛否同数となる採決が頻発し、最終決定をくじで決めなければならないということが起きた。このような繰り返しを回避するため、1976年からリクスダーゲンの議席数を349に減らすこととなった。

## 組織
- 議長 - アンドレアス・ノーレン（2018年9月24日 - ）
- 議院 - 一院制、議員定数349
- 選挙 - 任期4年、比例代表制を基本とする投票で実施。通常は選挙年の9月の第3日曜日に実施される。解散はあるが、解散後に選挙された議員の任期は解散前の議員の残余期間となる。

## 憲法
リクスダーゲンは議会制民主主義における議会としての一般的な機能を果たしている。リクスダーゲンは法律を制定し、また憲法を改正したり政府を任命したりしている。ほとんどの議会制民主主義体制においては国家元首が政治家に政府を組織することを求めるようになっているが、1974年に制定された、憲法を形成する4つの基本法の1つである政体法では、政府を組織するよう求める権限を国王から議長に移している。この政体法のもとで憲法を改正するためには、リクスダーゲンから憲法修正案に対して2度の承認を受けなければならず、また1度目と2度目の承認の間には通常の総選挙を実施しなければならない。

## 政府
議長はリクスダーゲンに議席を有する政党の党首と協議を経て、首相を指名し、リクスダーゲンはその指名を採決する。その採決において絶対多数（175票以上）の反対がなければ指名が承認される。指名が否決されれば議長は別の首相候補を指名しなければならない。つまり、リクスダーゲンは賛成票が1票も投じられなくても首相を任命することができることになっている。
首相は選出されればただちに閣僚を任命し、リクスダーゲンに知らせる。議長は国王に新政府を選出したことを報告し、新政府は国王の臨席のもとで初閣議を開くことで正式に発足する。
リクスダーゲンは個別の閣僚に対する不信任決議を採択して解任することができる。不信任決議の採択には絶対多数（175票以上）の賛成を要する。
首相に対する不信任決議が採択された場合、これは政府全体が退けられたということを意味する。不信任となった政府は1週間以内に総選挙の実施か、新首相を指名する手続きを求めなければならない。

## 政治
スウェーデンでは政党の影響力が強く、リクスダーゲンの議員は院内での採決でそれぞれが所属する政党を支持することが一般的となっている。ほとんどの場合において、政府はリクスダーゲンの多数の支持を得ることが見込め、議事を動かすことができる。
近年は単独の政党が半数以上を得るということがなく、各党は政策が似通った党と協力して行動し、また連立政権を樹立している。通常は左派（社会民主主義）と右派（保守主義・自由主義）といった2つのブロックが形成される。自由主義・右派系連合として中央党、自由党、キリスト教民主党、穏健党が2006年から連立を組んで政権を担っている。それ以前の3期は社会民主労働党を中心とした連合が政権を担当していた。

## 選挙

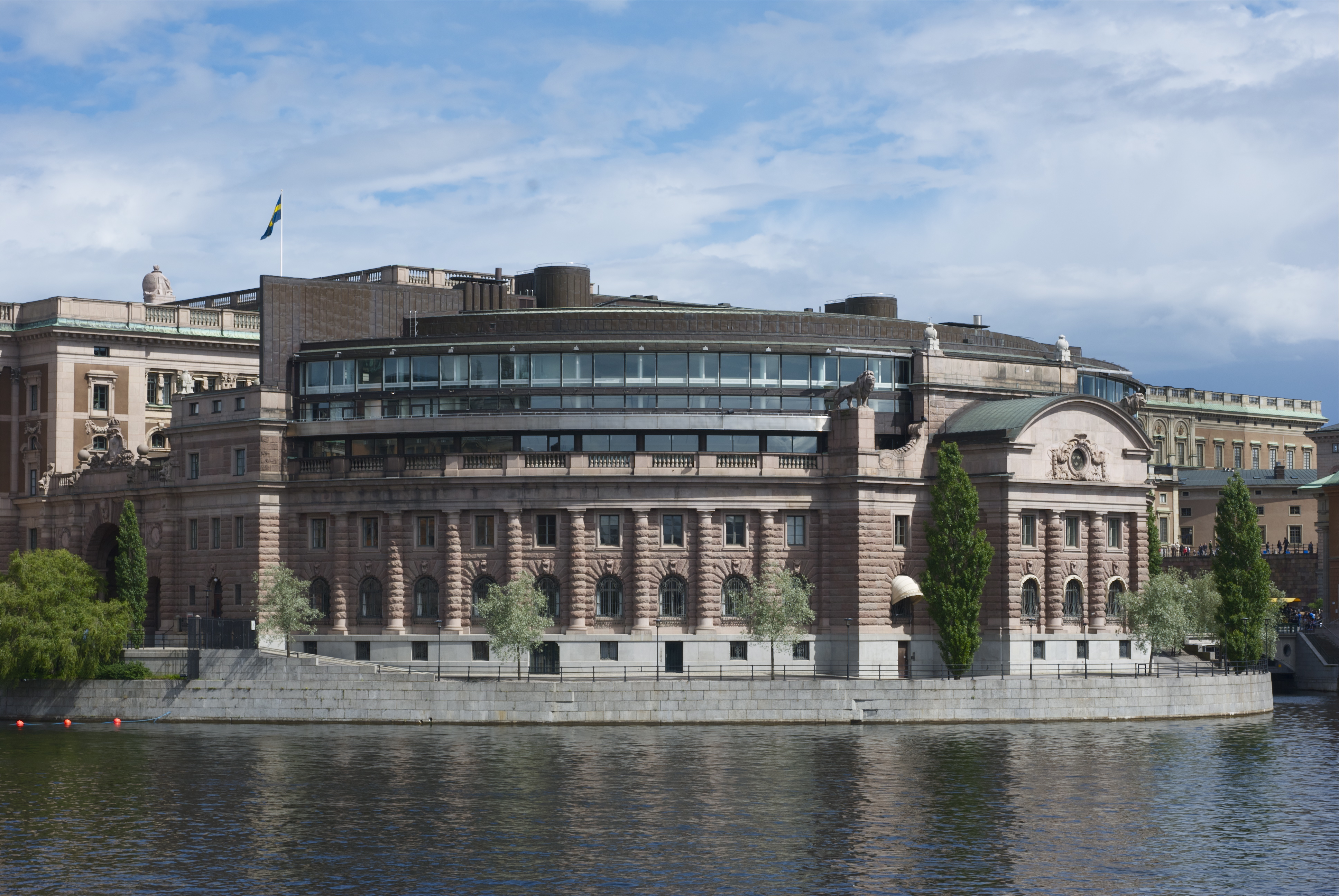
議会ビル外観

リクスダーゲンの全議員349人は4年ごとに実施される総選挙で選出される。選挙権および被選挙権が付与されるのは選挙日に満18歳以上となっているスウェーデン市民である。議席が割り当てられるためには、全国規模で最低でも 4% を得票するか、または単一の選挙区内で 12% 以上を得票することが要件となっている。

### 選挙区と調整議席
スウェーデンの選挙制度は比例代表制を基礎としている。一院制のリクスダーゲン全349議席中、310議席は有権者数に応じて各選挙区に配分される。残りの39議席は各党の全国規模での得票率と選挙区で配分された議席数との誤差の是正に当てられる。また議席の配分を受けるには全国での得票率が4%以上でなければならない。ただし単一の選挙区での得票率が 12% 以上である場合には、その選挙区で議席の配分を受けることができる。

### 最近の選挙結果
| 政党 | 政党 | 政党               | 2002 | 2006 | 2010 | 2014 | 2018 | 2022 |
| ---- | ---- | ------------------ | ---- | ---- | ---- | ---- | ---- | ---- |
|      | S    | 社会民主労働党     | 144  | 130  | 112  | 113  | 100  | 107  |
|      | SD   | スウェーデン民主党 | 0    | 0    | 20   | 49   | 62   | 73   |
|      | M    | 穏健党             | 55   | 97   | 107  | 84   | 70   | 68   |
|      | V    | 左翼党             | 30   | 22   | 19   | 21   | 28   | 24   |
|      | C    | 中央党             | 22   | 29   | 23   | 22   | 31   | 24   |
|      | KD   | キリスト教民主党   | 33   | 24   | 19   | 16   | 22   | 19   |
|      | MP   | 緑の党             | 17   | 19   | 25   | 25   | 16   | 18   |
|      | L    | 自由党             | 48   | 28   | 24   | 19   | 20   | 16   |
|      |      |                    | 349  | 349  | 349  | 349  | 349  | 349  |